# Richard Blumenthal
Richard Blumenthal (New York, 13 febbraio 1946) è un politico e avvocato statunitense, senatore per lo stato del Connecticut dal 2011 ed in precedenza procuratore generale dello stesso stato dal 1991 al 2011. Ancor prima, Blumenthal ha servito come senatore statale dal 1987 al 1991 e rappresentante statale dal 1984 al 1987. Blumenthal è membro del Partito Democratico.

## Biografia
Blumenthal è nato nel quartiere newyorchese di Brooklyn. Ha frequentato l'Harvard College e si è laureato in diritto a Yale. Tra il 1970 e il 1976 ha prestato servizio nelle riserve dei Marines, per poi essere congedato con il grado di sergente.
Blumenthal ha intrapreso una lunga carriera come avvocato e procuratore, collaborando con importanti personalità politiche. Negli anni ottanta è entrato lui stesso in politica, aderendo al Partito Democratico e venendo eletto all'interno del Parlamento statale del Connecticut.
Nel 1990 è stato eletto Attorney General (ministro della giustizia) del Connecticut e ha mantenuto l'incarico per vent'anni, venendo rieletto quattro volte. Dopo diverse speculazioni che lo volevano come candidato alla carica di governatore, nel 2010 Blumenthal ha annunciato la sua candidatura al Senato federale, dopo la notizia del ritiro del senatore in carica Chris Dodd.
Nelle elezioni Blumenthal ha affrontato la repubblicana Linda McMahon, riuscendo a sconfiggerla con un ampio margine.
Blumenthal è sposato con Cynthia Malkin, ed è padre di quattro figli.